# Margaretha Jacoba de Neufville
Margaretha Jacoba de Neufville (Amsterdam, 6 februari 1775 - Heemstede, 15 juli 1856) was een Nederlands schrijfster en vertaalster.

## Biografie
Margaretha werd in 1775 geboren als eerste kind van de welgestelde David Mattheus van Gelder de Neufville en Elisabeth Barnaart. Haar vader zou later belangrijke bestuursfuncties bekleden. Vanwege een ongelukkige val op jonge leeftijd was Margarethe haar hele leven kreupel. Ze kreeg onderricht van haar vader, in onder meer geschiedenis, aardrijkskunde en Frans. Haar moeder probeerde haar de in die tijd meer passende "vrouwelijke" vaardigheden bij te brengen. Margaretha's vader verzette zich met succes tegen een huwelijk beneden haar stand en een andere romance liep spaak. Margaretha is nooit getrouwd geweest. Na het overlijden van haar vader in 1814 (de moeder was 20 jaar eerder al gestorven), erfde Margaretha onder meer het buiten in Heemstede. Ze legde zich toe op het schrijven van romans en een enkele vertaling. Ze overleed in 1856 op 81-jarige leeftijd.

## Boeken
De Neufville debuteerde mogelijk in 1821 met Galerij van beroemde mannen en vrouwen. In 1824 verscheen De kleine pligten, een roman in briefvorm over de huiselijke verplichtingen van welgestelde dames. Drie jaar later werden hierop twee vervolgdelen gepubliceerd. In 1829 verscheen van haar hand De schildknaap, de eerste Nederlandse historische avonturenroman. Een jaar later vertaalde ze de historische roman Cinq-Mars (1826) van Alfred de Vigny. In 1836 schreef De Neufville Elisabeth Basmooth, waarover Potgieter zich in De Gids van het erop volgende jaar zeer negatief uitliet. In 1834 en 1840 verschenen twee kinderboeken die aan De Neufville kunnen worden toegeschreven. Na 1840 heeft ze niets meer gepubliceerd.